# Aceclofenac
Aceclofenacul este un antiinflamator nesteroidian din clasa derivaților de acid acetic și analog al diclofenacului, utilizat ca antiinflamator, analgezic și antipiretic. Printre principalele indicații se numără: tratamentul simptomatic al durerilor și inflamațiilor din boala artrozică, poliartrita reumatoidă și spondilita anchilozantă. Căile de administrare disponibile sunt orală și topică.

## Utilizări medicale
Principalele sunt:
- Artrită reumatoidă, boală artrozică
- Poliartrită reumatoidă
- Osteoartrită
- Spondilită anchilozantă

## Reacții adverse
Ca toate AINS, aceclofenacul poate produce iritație gastrică cu risc de apariție a unor ulcerații și a unor hemoragii gastro-intestinale. Utilizarea anumitor AINS poate fi asociată cu un risc de apariție a evenimentelor trombotice arteriale (infarct miocardic, accident vascular cerebral).